# Municipio de San Antonio Suchitepéquez
Municipio de San Antonio Suchitepéquez är en kommun i Guatemala.   Den ligger i departementet Departamento de Suchitepéquez, i den sydvästra delen av landet, 100 km väster om huvudstaden Guatemala City.
Följande samhällen finns i Municipio de San Antonio Suchitepéquez:
- San Antonio Suchitepéquez